# Немет
Немет (рум. Beregsău Mic) је село у општини Секелаз, која припада округу Тимиш у Републици Румунији. Насеље је значајно по присутној српској националној мањини у Румунији.

## Положај насеља
Село Немет се налази у источном, румунском Банату, на 20 km удаљености од Србије. Од Темишвара село је удаљено око 20 km. Сеоски атар је у равничарском делу Баната. Јужно од села протиче Бегеј.

## Историја
По католичким списима место и његов свештеник се помињу први пут 1317. године.
Општина Немет је насељена око 1700. године у време аустријског цара Леполда I. Ту су се населили избегли Срби након Велике сеобе, и то је по "Румунској енциклопедији" било српско село 300 година. Ту се се током 18. века преселили православни Срби из Сакалаза. Село је касније било спахијски посед племића Дамаскина.
Када је 1797. године пописан православни клир у месту су била два православна свештеника. Парох, поп Михаил Поповић (рукоп. 1782) и ђакон Стефан Живковић (1796) служили су се српским и румунским језиком. Српска православна црква подигнута је 1855-1860. године.
У Немету је 1710. године одржан састанак, којем је су присуствовали високи српски православни црквени великодостојници. Тада је патријарх српски Калиник Први (са столицом у Пећкој патријаршији) признао аутономију, статус нове, српске карловачке митрополије, на чијем челу се налазио тада, присутни митрополит Софроније Подгоричанин. Царски ревизор Ерлер констатује 1774. године да је насеље Немет или Мали Берегсау чисто српско провинцијално место у Сентандрашком округу. Насеље Немет је касније било спахилук племића Симеона Дамаскина.
На темишварском градском гробљу почива Сима Мучалов, велепоседник неметски, који је умро на почетку 20. века.
Општина Немет је 1895. године одазвавши се апелу оснивача, купила 30 акција Српске банке у Загребу.
За општину Немет се 1905. године каже да је велика општина, у Ченејском срезу. У њој живи 996 становника у 211 домова. Срби су у огромној већини, има их 913 душа (или 92%) са 187 кућа. У месту се налазе пошта и телефон а брзојав је у Бобди. Од јавних здања ту су српска православна црква и српска народна школа.

### Племићка породица Дамаскин
Племићки дворац Дамаскина налазио се у Немету надомак сеоског храма. Породица Дамаскин се позивала на своје порекло из града Арада. Стефан Дамаскин "от Немет" је 1807. године био претплатник Шимићеве инспиративне књиге славним и храбрим људима, као "Славног комитета Торонталског присједатељ" (члан). Ускоро 1809. године купује од истог писца другу књигу, Стефан "от Дамаскин" са назнаком "притјежатељ неметски". Он се касније 1832. године јавља као "виценотар" Торонталске жупаније. Симеон Дамаскин "от Немета" се 1846. године јавља као пренумерант једне српске књиге.
Јован Дамаскин из Немета је крајем 1861. године изабран за великог жупана Тамишке жупаније, што је по писању новина изазвало велико одушевљење народа и приређено славље. Он учествује и на српском црквеном конгресу у Карловцима 1861. године, као посланик темишварског протопопијата. Године 1817. српски племић из места, Стеван пл. Дамаскин от Немета, основао је породичну закладу, са главницом од 92.800 к. Том задужбином имали су да рукују угарско министарство просвете и министарство унутрашњих дела. Задужбина та је издељена на седам тачака. По првој намењено је 10.259 к да се од камате издржава српски православни парох, за срећу и благостање њега и његове породице, али и за покој душа истих. Циљ је да се побољша положај пароха утолико да може увек капелана држати. Друга тачка брине о капелану, којем се завештава иста сума главнице. По трећој тачки мисли се на учитеља и даје се за његово издржавање 2564 к. У четвртој тачи закладе мисли се на ученике средњих и виших школа. Намењено је за петорицу стипендиста "без разлике вере и нације" износ од 35.908 к капитала. Пета тачка мисли на једног српског и једног румунског православног пароха у Араду, којима се оставља 8207 к., да камату годишњу поделе. Опредељена сума у оквиру шесте тачке, износ од 7876 к добиће осам удовица у Немету, свештеничке и било које друге. И у последњој седмој тачки оставља се месној сиротињи 17.723 к. Породица Дамаскин која је своју сдбину везала за Немет, остала је у њему да почива. У неметској српској православној цркви под црквеним олтаром смештена је гробница доиста племенитих Дамаскина.

## Црква и школа
Најстарија црква је по предању била од плетера, а по положају негде у порти данашње. Нови српски православни храм у Немету, посвећен такође празнику Св. великомученика Георгија је грађен 1855-1861. године. Подигнута је како прилогом пожртвованих мештана, тако и помоћу дара месног спахије Стефана Дамаскина. Иконостас настао 1869-1870. године, резбарио га је билдхауер Лазар Јанић из Арада, а осликали иконописци Љубомир Александровић и Душан Алексић. Душан Алексић је извео и зидне слике у храму. У храму, испод олтара налази се озидана гробница племићке породице Дамаскин. Улаз у гробницу која садржи посмртне остатке 14 особа, је споља из порте.
Још 1764. године општина Немет је била у саставу Темишварског протопопијата. Православна парохија је основана 1700. године, а од 1779. године се воде црквене матичне књиге. У парохији је 1846. године било 1166 православних душа, које је опслуживао парох Василије Поповић. Поп Васа Поповић је 1845. године био пренумерант "Сербског летописа", у издању Матице српске у Пешти. Митрополијски попис из 1865. године показује да је Немет парохија четврте класе, у којој живи 1188 православаца. По годишњем извештају темишварског протопопијата крајем 1891. године, за Немет се каже: има једну цркву и једног свештеника, ту живи 982 православне душе у 202 дома. Црквена општина се тих године бори са повећаним трошковима. Парохијски дом је купљен пре 1898. године, уз помоћ годишње донације из епархијских фондова. Године 1905. наводи се да у месту постоји српска православна црквена општина, скупштина је редовна, под председништвом Ћире Мићиног. Писарница и библиотека су били сређени, а важни списи и новац чувани су под "тробрављем". Црква је тада у добром стању, постојало је српско православно гробље, са најстаријим спомеником из 1757. године. Парохија је била пете платежне класе, са парохијском сесијом од 31 кј. Посед црквено-општински је мали и састоји се од 6 кј. земље. Парох 1905. године био је поп Максим Станулов који служи четири године у месту. При неметском храму деловале су две закладе: Заклада Милоша Јаковљевића осована 1900. године (800 к, за његов парастос) и Заклада стара племићка од Дамаскина основана још 1817. године са више "виших" циљева.
Школа у Немету 1846. године има само 26 ђака, са којима ради једини учитељ Ефтимије Јевта Величковић. Он је био претплатник српске књиге и 1843. године. Претплатник практичне књиге о пчеларству 1860. године био је месни учитељ Милован Кеврешан, у друштву са општинским бележником Божидаром Космановићем. Године 1861. неметска општина је огласом тражила једног учитеља "елементарне" школе, за основну плату од 80 ф. Тада је у месту био парох и управитељ те школе Васа Поповић. Љубомир Марковић је 1866-1869. године радио у неметској народној школи. Конкурс за новог учитеља објављен је 1872. године у листу "Застава". Плата новог учитеља је 1880. године износила 300 ф. годишње. Тада је изабраном кандидату Св. Миладиновићу дат декрет о сталном постављењу у Немету. Али у то време прате се непрекидне сеобе учитеља, које "не држи место". Расписани конкурс за једног учитеља у Немету 1882. године показује, да је његова плата износила 250 ф. годишње. Учитељ Тимотије Добрин прешао је 1883. године на рад у Чоку. Учитељски декрет је 1883. године након обављено избора новог, дат учитељу неметском Сими Манојловићу, дотад свршеном приправнику. Сима је за свој прошлогодишњи успех у Сомбору, када је освојио прво место написавши рад о свиларству, добио 10 ф. награде. Василије Замуровић учитељ у Немету добио је декрет о сталности 1889. године. У јесен 1893. године честитку је чувеном српском педагогу Николи Вукићевићу у Сомбор, послао из Немета учитељ Сима Поповић. Он је ту остао дуже, јер помиње се и 1900. године. Неметска школа је 1905. године радило у новом здању из 1902. године. Школу је похађало - редовну наставу 92, а пофторну 22 ђака старијег узраста. Једини учитељ у српској вероисповедној школи у Немету 1900-1907. године је Жива Арсин, родом из места. Већ 1907. финансијско стање је боље, пише "Школски лист" да црквена општина Немет добро стоји финансијски и издржава само једног учитеља. Наредне, 1908. године школски одбор неметски је радио на отварању нове, друге по реду школе, због повећања броја школске деце.

## Становништво
По последњем попису из 2002. године село Немет имало је 811 становника. Последњих деценија број становништва опада.
Село је некада било претежно насељено Србима, али су после више колонизација румунског становништва они данас постали мањина. Национални састав на појединим пописима био је следећи:
| Година пописа | 1910. год.  | 1992. год.  | 2002. год.  |
| Укупно ст.    | 1.209       | 788         | 811         |
| Срби          | 938 (77,6%) | 269 (34,1%) | 143 (17,6%) |
| Румуни        | 114 (9,4%)  | 500 (63,4%) | 659 (81,3%) |
| остали        | 157 (13,0%) | 19 (2,4%)   | 9 (1,1%)    |